# مندی
مندی نام جنگلی در استان مازندران، واقع در کشور ایران است.
اسم: مندی (پسر) (فارسی)، از نام های اصیل ایرانی
کلمه مندی به معنای تاکید بیشتر بر رضایت هست ،
غذا: آش محلی با گیاه مخصوص در استان اذربایجان غربی ارومیه 
روستایی است در بخش مرکزی شهرستان گناباد که در چهار کیلومتری شمال شرقی گناباد واقع شده‌است
نام طلبه علی حیدری مندی ،گلزار روستای مند گناباد
گیاه مندی گیاهی است تقریبا شبیه شویت بسیار خوش بو و بسیار خوش طعم یا ته ساقه های پهن 